# Кара-Джыгач (Баткенская область)
Кара-Джыгач (кирг. Кара-Жыгач) — село в Кадамжайском районе Баткенской области Кыргызстана. Входит в состав айылного аймака Майдан.

## География
Село расположено в восточной части области, на левом берегу реки Исфайрамсай, на расстоянии приблизительно 30 километров (по прямой) к востоку от города Кадамжай, административного центра района. Абсолютная высота — 1165 метров над уровнем моря.

## Население
Согласно оценочным данным Национального статистического комитета Кыргызской Республики, численность населения села на начало 2023 года составляла 3297 человек.
| год     | 2009 | 2014 | 2015 | 2020 | 2021 | 2023 |
| ------- | ---- | ---- | ---- | ---- | ---- | ---- |
| человек | 2456 | 2625 | 2753 | 3133 | 3152 | 3297 |